# 1887 год в науке
В 1887 году произошли различные научные и технологические события, некоторые из которых представлены ниже.

## События
- Ноябрь: выполнен исторический опыт Майкельсона по измерению скорости света. Опыт показал отсутствие «эфирного ветра» и тем самым заложил первый камень в фундамент теории относительности.
- Генрих Герц продолжает в этом году свою серию экспериментов по проверке теории Максвелла[1].
  - Построен первый в мире радиопередатчик (вибратор Герца); приёмником служил резонатор (разомкнутый проводник).
  - Обнаружен ток смещения в диэлектрике.
  - Открыт фотоэффект, послуживший позднее основанием для квантовой теории света.
- Уильям Томсон (лорд Кельвин) предложил термин «турбулентность»[2].
- С. Н. Виноградский впервые обнаружил бактерий-литотрофов[3].

## Публикации
- 26 июля Людвиг Заменгоф впервые опубликовал свой проект международного языка эсперанто[4].
- Ж. Л. Ф. Бертран опубликовал «теорему Бертрана о выборах».
- Сванте Август Аррениус опубликовал статью «О диссоциации растворенных в воде веществ», создав теорию электролитической диссоциации[5].
- Франц Кёниг в статье «Über freie Körper in den Gelenken» описал рассекающий остеохондрит и ввёл этот термин в медицину.
- Посмертно издан «Канон затмений» австрийского астронома Теодора Оппольцера, результат почти двадцатилетнего труда. Монография содержала элементы 8000 солнечных и 5200 лунных затмений за период с 1207 года до н. э. до 2163 года н. э.[6]

## Изобретения
- 8 июня Герман Холлерит получил патент на свой перфокарточный табулятор.
- 8 ноября Эмиль Берлинер запатентовал в США граммофон[7].
- Магнето: Роберт Бош.
- А. Г. Е. Фик изобрёл контактные линзы[8].
- Мексиканский генерал Мануэль Мондрагон запатентовал первую в мире самозарядную винтовку[9].

## Родились
См. также: Категория:Родившиеся в 1887 году
- 22 июня — Джулиан Хаксли, английский биолог и общественный деятель (ум. 1975).
- 18 августа — Эрвин Шрёдингер, австрийский физик (ум. 1961).
- 26 сентября — Барнс Уоллес, английский учёный и инженер (ум. 1979).
- 11 октября — Мария Тереса Феррари, аргентинский врач, профессор медицины (ум. 1956).
- 19 ноября — Джеймс Самнер, лауреат Нобелевской премии по химии 1946 года (ум. 1955).
- 23 ноября — Генри Мозли, английский физик (погиб 1915).
- 25 ноября — Н. И. Вавилов, советский генетик (ум. 1943).
- 13 декабря — Дьёрдь Пойа, венгерский математик (ум. 1985).
- 22 декабря — Рамануджан, индийский математик (ум. 1920).

## Скончались
См. также: Категория:Умершие в 1887 году
- 22 января — Джозеф Витуорт, британский инженер (род. 1803).
- 17 февраля — Владимир Георгиевич Глики, русский медик, приват-доцент Московского университета; доктор медицины (род. 1847).
- 5 июня — Иван Романович Пастернацкий,  российский психиатр и педагог; профессор Варшавского университета; доктор медицины (род. 1848)[10].
- 15 августа — Юлиус фон Хааст, немецкий геолог (род. 1824).
- 19 августа — Спенсер Фуллертон Бэрд, американский биолог (род. 1823).
- 19 августа — Элвин Кларк, американский астроном и оптик (род. 1804).
- 30 августа — Матвей Фёдорович Глаголев, русский военврач, доктор медицины, участник Крымской войны (род. 1828).
- 7 октября — Л. С. Ценковский, российский биолог польского происхождения (род. 1822).
- 17 октября — Густав Кирхгоф, немецкий физик (род. 1824).
- 18 ноября — Густав Теодор Фехнер, немецкий психолог (род. 1801).
- 22 ноября — Арнольд Борисович Думашевский, российский юрист-цивилист, писатель и благотворитель[11].
- 26 декабря – Вацлав Шимерка, чешский математик.